# NS 6500

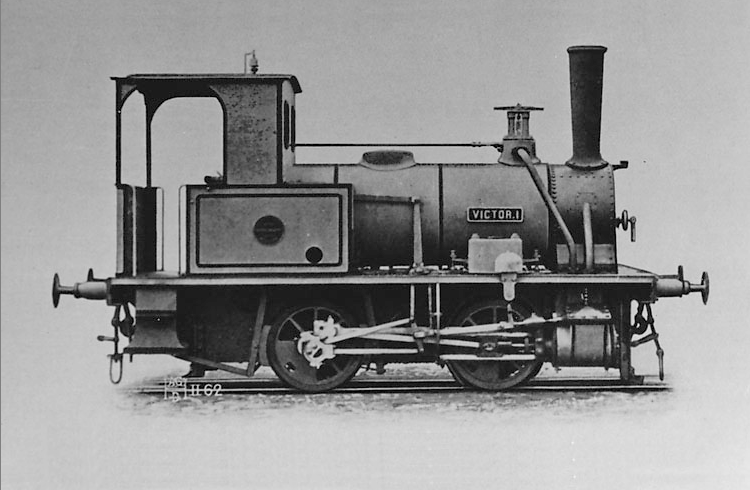
Hohenzollern type Victor, fabrieksfoto uit 1880

De serie NS 6500 bestond uit twaalf stoomlocomotieven voor rangeerdiensten van de Nederlandse Spoorwegen (NS). Ze waren gebouwd in de jaren 1880-1902 voor (en deels door) een van de voorgangers daarvan, de Maatschappij tot Exploitatie van Staatsspoorwegen (SS). Ze zijn vanaf 1914 ook voor stoomtramdiensten gebruikt. Ze werden door de NS afgevoerd in de jaren 1926-1937. Een gerestaureerde locomotief uit 1887 van ditzelfde type is sinds 2017 in dienst bij de Museumstoomtram Hoorn-Medemblik.

## Geschiedenis
Voor rangeren bestelde de SS in 1880 een lichte tweeassige rangeerlocomotief bij Hohenzollern in Düsseldorf-Grafenberg, die als SS 401 in het materieelpark werd opgenomen. Een jaar later volgde een tweede locomotief als SS 402. Aan het eind van het decennium werd een derde locomotief besteld. Deze werd in 1889 als SS 603 in dienst gesteld, waarna de 401 en 402 in 1890 werden vernummerd in 601 en 602.
Hohenzollern had een uitgebreid programma van industrielocomotieven in diverse soorten en maten en noemde dit kleinste model in de catalogus het type Victor. Tussen 1875 en 1908 heeft deze fabriek er 120 gebouwd voor vele Duitse industriespoorlijnen, fabrieksaansluitingen en aannemers. Een aantal van deze machines heeft 60 jaar actieve dienst volgemaakt. Ook drie Nederlandse bedrijven, in Grave, Katwijk/Schipluiden en Zwolle, schaften zich in totaal vier van deze locomotieven aan.
De SS was tevreden over het eerste drietal en heeft tussen 1898 en 1902 nog negen stuks van het type Victor in dienst gesteld, die echter niet bij Hohenzollern werden gebouwd. Deze 604-612 werden in eigen beheer in de werkplaatsen van de Staatsspoorwegen in Tilburg vervaardigd. Het is niet bekend of de SS hiervoor een licentie van Hohenzollern moest verwerven. Mogelijk had men zelf bouwtekeningen gemaakt na opmetingen van de eerste drie locs.
De machines werden gebruikt voor licht rangeerwerk. Vier stuks hadden een Westinghouserem. De overige acht hadden aanvankelijk alleen een handrem, maar in 1914 werd een vacuümrem geïnstalleerd. Deze acht locomotieven werden aangepast op een aantal punten (onder meer tramkoppelingen en stoomverwarming), zodat ze ook reizigersdiensten konden verrichten op stoomtramlijnen. Zo hebben ze gereden op de tramlijn Gouda - Schoonhoven en de tramlijn Ede - Wageningen (beide van de SS) en op diverse lijnen van de Nederlandsche Tramweg Maatschappij in Friesland. Daar hadden ze bij het personeel de bijnaam kleine hippels, ter onderscheiding van de grote hippels van de serie NS 6800.
Bij de samenvoeging van de materieelparken van de HSM en de SS in 1921 kregen de 601-612 in dezelfde volgorde de NS-nummers 6501-6512. Vanaf 1926 werd de serie afgevoerd, met in 1937 als laatste de 6504, de vaste rangeerloc van de Hoofdwerkplaats Tilburg die hem in 1898 had gebouwd.

## Overzicht
| Fabrikant                   | Fabr.nr. | In dienst | SS-nr.    | NS-nr. | Remsysteem   | Uit dienst |
| --------------------------- | -------- | --------- | --------- | ------ | ------------ | ---------- |
| Hohenzollern                | 128      | 1880      | 401 → 601 | 6501   | vacuüm       | 1932       |
| Hohenzollern                | 131      | 1881      | 402 → 602 | 6502   | vacuüm       | 1930       |
| Hohenzollern                | 515      | 1889      | 603       | 6503   | vacuüm       | 1932       |
| Centrale werkplaats Tilburg | 1        | 1898      | 604       | 6504   | Westinghouse | 1937       |
| Centrale werkplaats Tilburg | 2        | 1898      | 605       | 6505   | vacuüm       | 1926       |
| Centrale werkplaats Tilburg | 3        | 1898      | 606       | 6506   | vacuüm       | 1929       |
| Centrale werkplaats Tilburg | 4        | 1900      | 607       | 6507   | Westinghouse | 1929       |
| Centrale werkplaats Tilburg | 5        | 1900      | 608       | 6508   | vacuüm       | 1932       |
| Centrale werkplaats Tilburg | 6        | 1900      | 609       | 6509   | vacuüm       | 1929       |
| Centrale werkplaats Tilburg | 7        | 1902      | 610       | 6510   | Westinghouse | 1929       |
| Centrale werkplaats Tilburg | 8        | 1902      | 611       | 6511   | Westinghouse | 1934       |
| Centrale werkplaats Tilburg | 9        | 1902      | 612       | 6512   | vacuüm       | 1926       |

## Museumlocomotief 6513
Er is geen locomotief uit deze serie bewaard gebleven. Wel bezit de Museumstoomtram Hoorn-Medemblik (SHM) een loc van het type Victor, die in 1887 door Hohenzollern is gebouwd met het fabrieksnummer 413. Deze industrieloc Neuhoffnungshütte II, afkomstig van het Duitse staalbedrijf W. Ernst Haas und Sohn in Sinn (Hessen), werd in 1978 door de SHM verworven en is op 1 juli 2017 officieel in dienst gesteld na een tienjarige restauratieperiode. De locomotief heeft als "NS 6513" de donkergroene kleur van de serie 6500 zoals die in de jaren twintig te zien was.
Deze locomotief is op één na de oudste nog bestaande Victor van Hohenzollern. De oudste, fabrieksnummer 129, staat als statisch object in Warschau. Andere bewaard gebleven exemplaren bevinden zich in Kassel, het industriemuseum Zeche Zollern in Dortmund, het spoorwegmuseum van São Paulo en in Taipei.

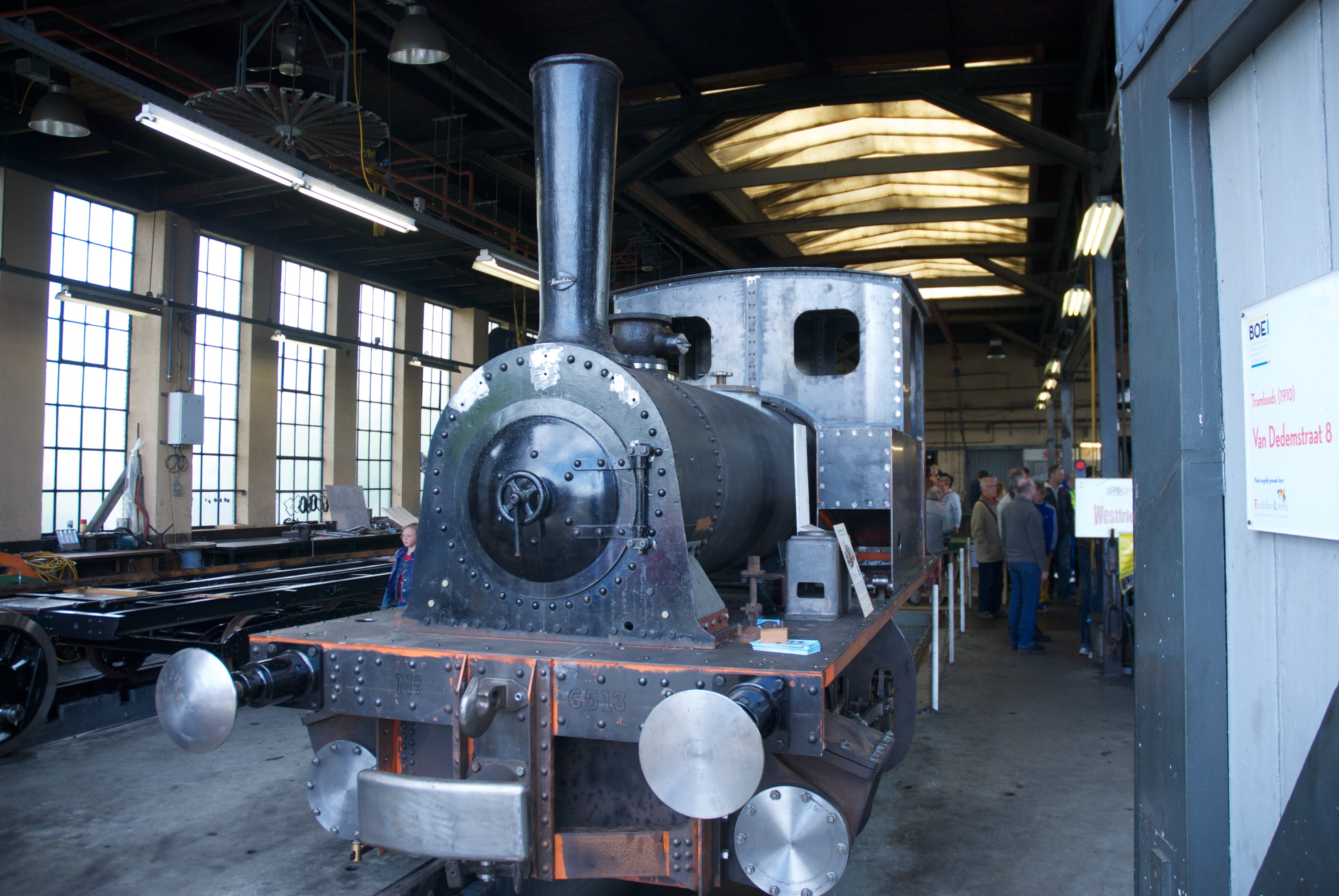
Neuhoffnungshütte II ("NS 6513") tijdens restauratie te Hoorn.
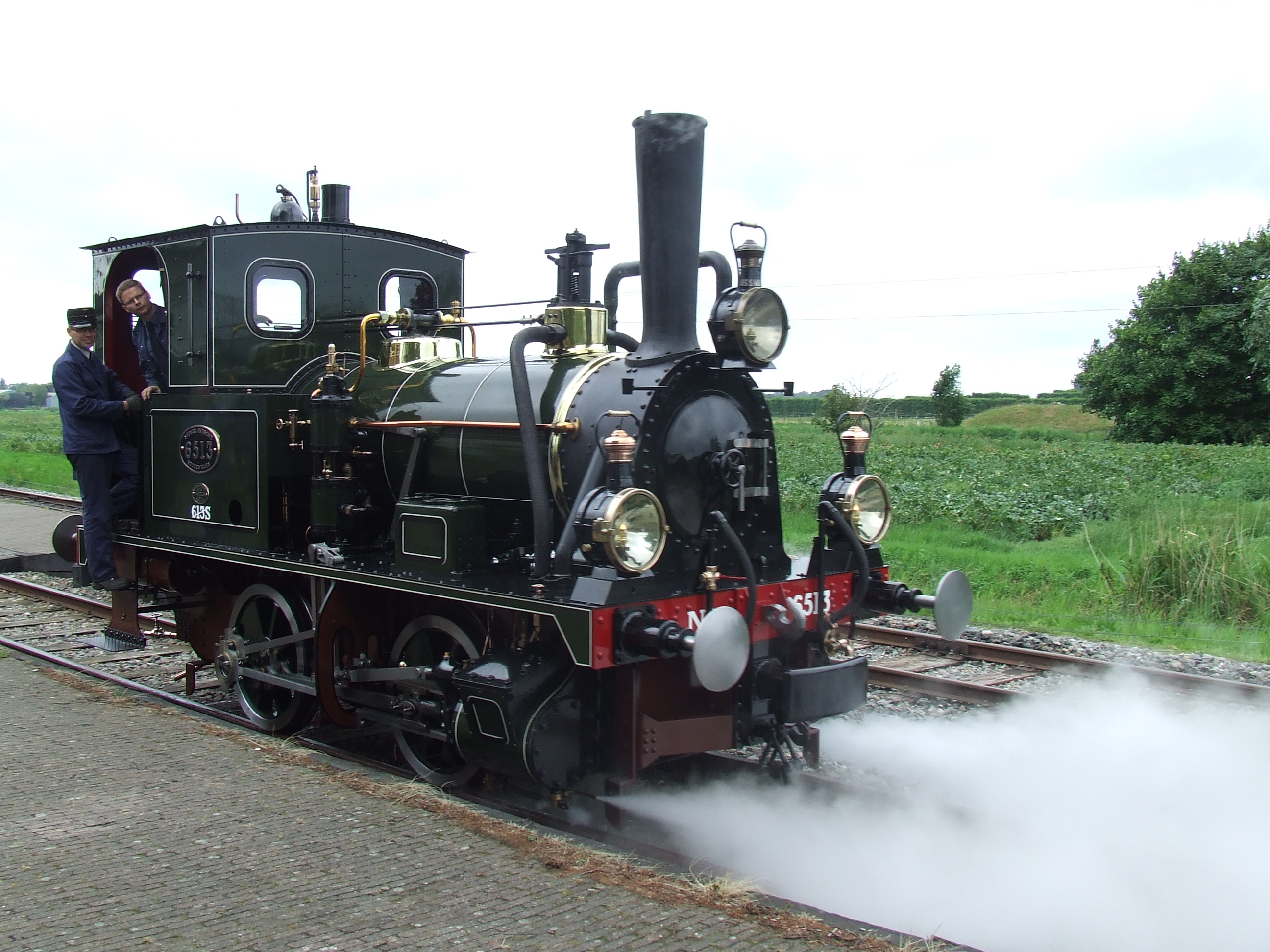
Tot "NS 6513" verbouwde locomotief van de Museumstoomtram Hoorn-Medemblik tijdens inauguratie op 1 juli 2017
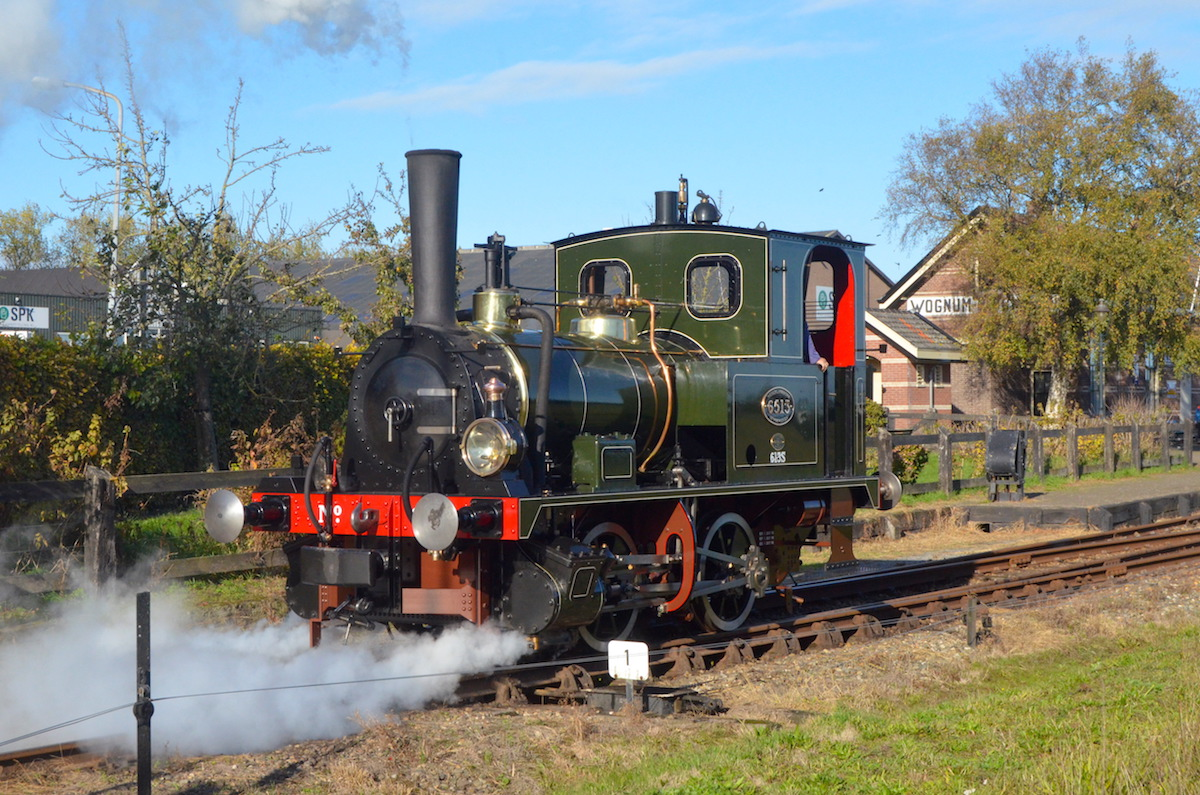
Tot "NS 6513" verbouwde locomotief van de Museumstoomtram Hoorn-Medemblik te Wognum